# Я — Ґрета
Я — Ґрета ― документальний фільм, створений у міжнародній співпраці в 2020 році режисером Нейтаном Гроссманом, який слідує за екоактивісткою Гретою Тунберг. Світова прем'єра фільму відбулася на 77-му Міжнародному кінофестивалі у Венеції 3 вересня 2020 року.

## Виробництво
У грудні 2019 року було оголошено, що Натан Гроссман виступить режисером фільму, а Hulu буде розповсюджувати. 

## Сюжет
Режисер Натан Гроссман знімав Грету Тунберг протягом року - починаючи з її першого пікету перед будівлею шведського парламенту і закінчуючи її виступом в Нью-Йорку на кліматичному саміті. Фільм розповідає також про батьків Грети, про її подорож на яхті через Атлантичний океан.

## Реліз
Світова прем'єра «Я — Ґрета» відбулася на 77-му Міжнародному кінофестивалі у Венеції 3 вересня 2020 р.  Його також показали на Міжнародному кінофестивалі в Торонто 11 вересня 2020 року   та на кінофестивалі у Гамбурзі 3 жовтня 2020 року. Фільм вийшов у прокат у Великій Британії та Німеччині 16 жовтня 2020 року під егідою Dogwoof та Filmwelt.  Він вийшов в США 13 листопада 2020 р.

## Прийом
На агрегаторі оглядів Rotten Tomatoes фільм має рейтинг схвалення 79% на основі 81 відгуку, із середнім рейтингом 7/10. Консенсус критиків вебсайту говорить: «Аудиторія може не дізнатися нічого нового від «Я — Ґрета», але хвилююча хроніка зусиль молодої активістки надихає».  На Metacritic фільм має середньозважену оцінку 69 із 100, засновану на 20 оцінках критиків, що вказує на «загалом сприятливі відгуки». 